# الأخاشيم
الأخاشيم هو مركزٌ سعوديٌ تابعٌ لمحافظة شرورة التابعة لمنطقة نجران، في المملكة العربية السعودية. المركز من الفئة (ب)، ورمزه 2420 حسب دليل الترميز الموحد للمناطق الإدارية بالمملكة العربية السعودية.